# Unité urbaine de la Flotte
L'unité urbaine de la Flotte est une unité urbaine française centrée sur la ville de La Flotte, petit centre urbain de l'île de Ré qui forme une agglomération bi-céphale avec Saint-Martin-de-Ré, centre historique de cette île de la Charente-Maritime.

## Données générales
En 2010, selon l'Insee, l'unité urbaine était composée de deux communes.
En 2020, à la suite d'un nouveau zonage, elle est composée des deux mêmes communes.
En 2022, avec 5 440 habitants, elle représente la 12e unité urbaine du département de la Charente-Maritime.

## Composition de l'unité urbaine en 2020
Elle est composée des deux communes suivantes :
| Nom                      | Code Insee | Département       | Statut       | Superficie (km2) | Population (dernière pop. légale) | Densité (hab./km2) | Modifier                                    |
| ------------------------ | ---------- | ----------------- | ------------ | ---------------- | --------------------------------- | ------------------ | ------------------------------------------- |
| La Flotte (ville-centre) | 17161      | Charente-Maritime | ville-centre | 12,32            | 3 131 (2022)                      | 254                | modifier les données · modifier les données |
| Saint-Martin-de-Ré       | 17369      | Charente-Maritime | banlieue     | 4,70             | 2 309 (2022)                      | 491                | modifier les données · modifier les données |

## Évolution démographique
| 1968  | 1975  | 1982  | 1990  | 1999  | 2009  | 2014  | 2021  |
| ----- | ----- | ----- | ----- | ----- | ----- | ----- | ----- |
| 3 777 | 3 872 | 4 278 | 4 964 | 5 374 | 5 503 | 5 251 | 5 280 |

#### Données générales
- Unité urbaine en France
- Aire d'attraction d'une ville
- Liste des unités urbaines de France

#### Données démographiques en rapport avec l'unité urbaine de la Flotte
- Aire d'attraction de la Flotte
- Arrondissement de la Rochelle

#### Données démographiques en rapport avec la Charente-Maritime
- Démographie de la Charente-Maritime